# Cá ruồi
Cá ruồi (Danh pháp khoa học: Porichthys notatus) là một loài cá trong chi Porichthys, họ Batrachoididae. Đây là một loài cá kỳ lạ đã tiến hoá một cách thức thông minh để tránh bị điếc bởi thứ tiếng ồn của chính mình.

## Đặc điểm sinh học
Cá ruồi dài 25 cm và sống ở ngoài khơi bờ biển phía Tây của Mỹ, từ California tới Alaska. Đây là động vật ăn đêm. Ban ngày, chúng vùi mình trong bùn hoặc cát.
Vào những đêm mùa hè, cá kêu ầm ừ để thu hút con cái và khuyến khích các con cái đẻ trứng. Về tiến hóa, não của những con cá này đã điều chỉnh tiếng kêu sao cho chúng không bị điếc và có thể nghe thấy kẻ thù hoặc con cái đang bơi tới ngay cả khi chúng đang kêu la. Về cơ chế, cá ruồi điều chỉnh cả âm lượng tiếng kêu và việc nghe bằng các xung thần kinh phát ra từ cùng một vùng não. Một số xung được truyền tới các cơ xung quanh bóng hơi đây là bộ phận phát âm của cá và khiến nó dao động rồi phát âm.
Cùng lúc này, các xung khác được gửi đến những tế bào lông trong tai đây bộ phận chuyển âm thanh thành tín hiệu điện mà não hiểu được nhằm hạn chế độ nhạy cảm của chúng. Cả hai xuất hiện khoảng 100 lần mỗi giây và chúng phối hợp nhịp nhàng đến mức bóng hơi dao động đúng vào lúc độ nhạy cảm trong tai giảm xuống, khi con vật phát ra âm thanh, thì đồng thời nó cũng bịt tai lại, để không bị điếc vì tiếng kêu của mình.